# آتلانتا (آرکانزاس)
آتلانتا (به انگلیسی: Atlanta) یک منطقهٔ مسکونی در ایالات متحده آمریکا است که در شهرستان کلمبیا، آرکانزاس واقع شده‌است. آتلانتا ۸۰ متر بالاتر از سطح دریا واقع شده‌است.